# Kapogea
Kapogea Levi, 1997 è un genere di ragni appartenente alla famiglia Araneidae.

## Distribuzione
Le quattro specie oggi note di questo genere sono state reperite in America centrale e meridionale: la specie dall'areale più vasto è la K. cyrtophoroides, rinvenuta in varie località della zona compresa fra il Messico ed il Perù, nonché in Bolivia e Brasile.

## Tassonomia
Per la determinazione delle caratteristiche di questo genere sono stati esaminati gli esemplari di Cyrtophora sellata Simon, 1895, in uno studio dell'aracnologo Levi del 1997.
Dal 2013 non sono stati esaminati esemplari di questo genere.
A marzo 2014, si compone di 4 specie:
- Kapogea cyrtophoroides (F. O. P.-Cambridge, 1904) - dal Messico al Perù, Bolivia, Brasile
- Kapogea isosceles (Mello-Leitão, 1939) - Grandi Antille, dal Panama all'Argentina
- Kapogea sellata (Simon, 1895)[2] - Grandi Antille, dalla Costa Rica all'Argentina
- Kapogea sexnotata (Simon, 1895) - dal Venezuela al Perù, Bolivia, Brasile

### Sinonimi
- Kapogea alayoi (Archer, 1958); posta in sinonimia con K. isosceles (Mello-Leitão, 1939) a seguito di uno studio degli aracnologi Levi & Santos del 2013[1].
- Kapogea franganilloides (Brignoli, 1983); trasferita qui dal genere Araneus e posta in sinonimia con K. sellata (Simon, 1895) a seguito di un lavoro di Levi del 1997[1].
- Kapogea nympha (Simon, 1895); trasferita qui dal genere Cyrtophora e posta in sinonimia con K. sexnotata (Simon, 1895) a seguito di un lavoro di Levi del 1997[1].
- Kapogea setospinosa (Chamberlin & Ivie, 1936); trasferita qui dal genere Araneus e posta in sinonimia con K. cyrtophoroides (F. O. P.-Cambridge, 1904) a seguito di un lavoro di Levi del 1997, contra un precedente lavoro dello stesso Levi (1991a), alla descrizione degli esemplari di Cyrtophora nympha[1].